# Lee Ya-hsuan
Lee Ya-hsuan (chiń. upr. 李亚轩; chiń. trad. 李亞軒; pinyin Lǐ Yàxuān; ur. 20 lipca 1995 w Tajpej) – tajwańska tenisistka, reprezentantka kraju w rozgrywkach Pucharu Federacji, wielokrotna medalistka letnich uniwersjad.

## Kariera tenisowa
W zawodach cyklu WTA 125K series wygrała dwa turnieje w grze podwójnej. W karierze zwyciężyła też w dwunastu singlowych i dziesięciu deblowych turniejach rangi ITF. 11 kwietnia 2016 roku zajmowała najwyższe miejsce w rankingu singlowym WTA Tour – 186. pozycję, natomiast 6 lutego 2017 osiągnęła najwyższą lokatę w deblu – 138. miejsce.

## Finały turniejów WTA 125K series
| Legenda                     | Legenda |
| --------------------------- | ------- |
| Wielki Szlem                |         |
| Igrzyska olimpijskie        |         |
| WTA Tour Championships      |         |
| 2009 – 2020                 |         |
| WTA Premier Mandatory       |         |
| WTA Premier 5               |         |
| WTA Premier                 |         |
| WTA International Series    |         |
| WTA 125K series (2012–2020) |         |

### Gra podwójna 2 (2–0)
| Końcowy wynik | Nr | Data              | Turniej | Nawierzchnia    | Partnerka       | Przeciwniczki                        | Wynik finału   |
| ------------- | -- | ----------------- | ------- | --------------- | --------------- | ------------------------------------ | -------------- |
| Zwyciężczyni  | 1. | 11 września 2016  | Dalian  | Twarda          | Kotomi Takahata | Nicha Lertpitaksinchai Jessy Rompies | 6:2, 6:1       |
| Zwyciężczyni  | 2. | 17 listopada 2019 | Tajpej  | Dywanowa (hala) | Wu Fang-hsien   | Dalila Jakupović Danka Kovinić       | 4:6, 6:4, 10–7 |

## Wygrane turnieje rangi ITF
| turnieje z pulą nagród 100 000 $   |
| turnieje z pulą nagród 75/80 000 $ |
| turnieje z pulą nagród 50/60 000 $ |
| turnieje z pulą nagród 25 000 $    |
| turnieje z pulą nagród 15 000 $    |
| turnieje z pulą nagród 10 000 $    |

### Gra pojedyncza
|     | Data       | Turniej        | Naw.          | Przeciwniczka   | Wynik             |
| 1.  | 09/06/2013 | Tajpej         | Twarda        | Kanae Hisami    | 6:7(6), 6:2, 6:4  |
| 2.  | 22/06/2014 | Tajpej         | Twarda        | Akiko Ōmae      | 6:3, 6:2          |
| 3.  | 28/06/2015 | Kaohsiung      | Twarda        | Hsu Ching-wen   | 6:4, 2:6, 6:3     |
| 4.  | 30/08/2015 | Tsukuba        | Twarda        | Jang Su-jeong   | 6:3, 6:3          |
| 5.  | 06/09/2015 | Noto           | Dywanowa      | Kyōka Okamura   | 6:3, 3:6, 7:6(11) |
| 6.  | 08/01/2017 | Hongkong       | Dywanowa      | Tara Moore      | 2:6, 7:6(4), 6:3  |
| 7.  | 06/01/2018 | Hongkong       | Twarda        | Hiroko Kuwata   | 6:4, 6:4          |
| 8.  | 27/05/2018 | Changwon       | Twarda        | Warwara Flink   | 0:6, 6:3, 6:0     |
| 9.  | 22/07/2018 | Nonthaburi     | Twarda        | Zhang Kailin    | 6:1, 6:3          |
| 10. | 25/08/2019 | Huangshan      | Twarda        | Zuzana Zlochová | 6:3, 6:0          |
| 11. | 08/09/2019 | Kioto          | Twarda (hala) | Haruka Kaji     | 6:3, 6:4          |
| 12. | 11/04/2021 | Szarm el-Szejk | Twarda        | Olivia Gadecki  | 6:3, 6:3          |

### Gra podwójna
|    | Data       | Turniej    | Naw.          | Partnerka               | Przeciwniczki                             | Wynik                |
| 1. | 28/03/2015 | Aurangabad | Ceglana       | Varatchaya Wongteanchai | Hsu Ching-wei Lee Pei-chi                 | 6:1, 7:6(4)          |
| 2. | 23/05/2015 | Seul       | Twarda        | Chan Chin-wei           | Hong Seung-yeon Kang Seo-kyung            | 6:2, 6:1             |
| 3. | 30/08/2015 | Tsukuba    | Twarda        | Makoto Ninomiya         | Nicha Lertpitaksinchai Peangtarn Plipuech | 6:7(4), 7:6(2), 10–6 |
| 4. | 20/02/2016 | Nowe Delhi | Twarda        | Hsu Ching-wen           | Nateła Dzałamidze Wieronika Kudiermietowa | 6:0, 0:6, 10–6       |
| 5. | 28/02/2016 | Port Pirie | Twarda        | Riko Sawayanagi         | Ashleigh Barty Casey Dellacqua            | 6:4, 7:5             |
| 6. | 09/04/2017 | Kashiwa    | Twarda        | Jang Su-jeong           | Han Na-lae Peangtarn Plipuech             | 6:3, 3:6, 10–4       |
| 7. | 07/09/2019 | Kioto      | Twarda (hala) | Wu Fang-hsien           | Kanako Morisaki Minori Yonehara           | 3:6, 6:4, 10–8       |
| 8. | 21/08/2021 | Ourense    | Twarda        | Jekatierina Jaszyna     | Alba Carrillo Marín Justina Mikulskytė    | 6:2, 6:3             |